# Ulrich Fredberg
Ulrich Fredberg (født 22. juli 1955 i Viborg) er en dansk læge og politiker. Han var ledende overlæge på Diagnostisk Center på Regionshospitalet Silkeborg fra 2000 til 2020. Fredberg var regionsrådsmedlem i Region Midtjylland for Venstre fra 2018 til 2023.

## Læge
Ulrich Fredberg er uddannet cand.med på Aarhus Universitet. Han fik autorisation som læge i 1982 og tilladelse til selvstændigt virke i 1986. Fredberg er speciallæge i intern medicin (1994), hæmatologi (1996) og reumatologi (2000).
Han blev idrætslæge for AGF's fodboldhold i 1989.
I 2000 blev Fredberg ledende overlæge på Diagnostisk Center på Regionshospitalet Silkeborg. Han blev afskediget som overlæge i april 2020 fordi han ifølge hospitalets ledelse ikke havde overholdt de nationale retningslinjer for kræftpakker ved at benytte lavdosis CT-skanninger for lungekræft. Fredberg mente at hospitalsledelsen forhindrede ham i at bruge en mere effektiv undersøgelse af lungekræft.
I 2023 arbejder han på tre forskellige hospitaler på Bispebjerg, i Odense og i Frederikshavn.

## Politisk karriere
Ulrich Fredberg blev valgt til regionsrådet i Region Midtjylland for Venstre ved regionsrådsvalget 2017 med 9.604 personlige stemmer. Det var det tredjehøjeste personlige stemmetal i regionen, kun overgået af regionsrådsformand Anders Kühnau (S) og Carsten Kissmeyer (V).
Ved regionsrådvalget 2021 blev han genvalgt til regionsrådet med 14.716 personlige stemmer, hvilket denne gang var næstflest personlige stemmer i regionen, kun overgået af Anders Kühnau.
På regionsrådsmødet 20. december 2023 meddelte Fredberg at han ønskede at træde ud af regionsrådet med øjeblikkelig virkning. Han udtrykte skuffelse over at regionen havde vedtaget at fjerne 34 medicinske sengepladser fra Regionshospitalet Silkeborg, men angav manglende tid som begrundelse for sin udtræden idet han arbejdede på tre forskellige hospitaler langt fra hinanden.
Ulrich Fredberg blev folketingskandidat for Venstre i Silkeborg Nordkredsen i 2021. Ved folketingsvalget 2022 fik han 3.505 personlige stemmer i Vestjyllands Storkreds hvilket rakte til en plads som 2. stedfortræder for Venstre i storkredsen. Han trak sig som folketingskandidat i maj 2023.

## Privatliv
Ulrich Fredberg er gift og har tre børn.